# Batterie Todt

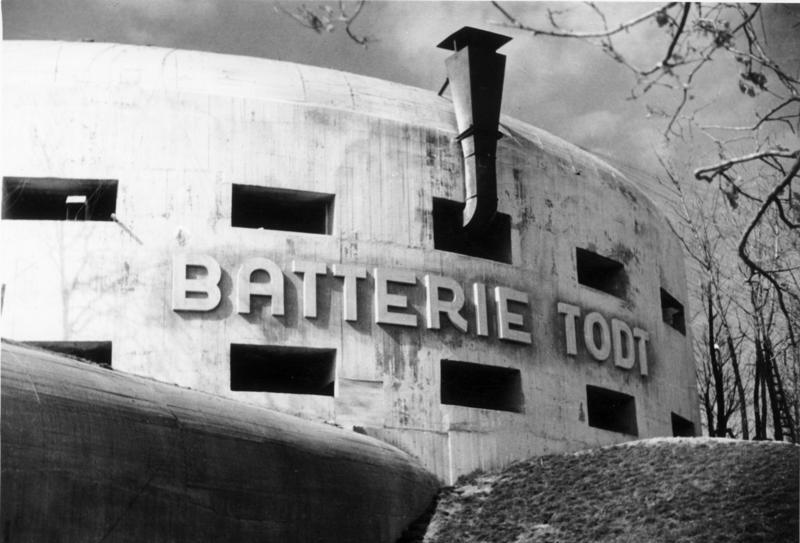
Die Batterie Todt 1942

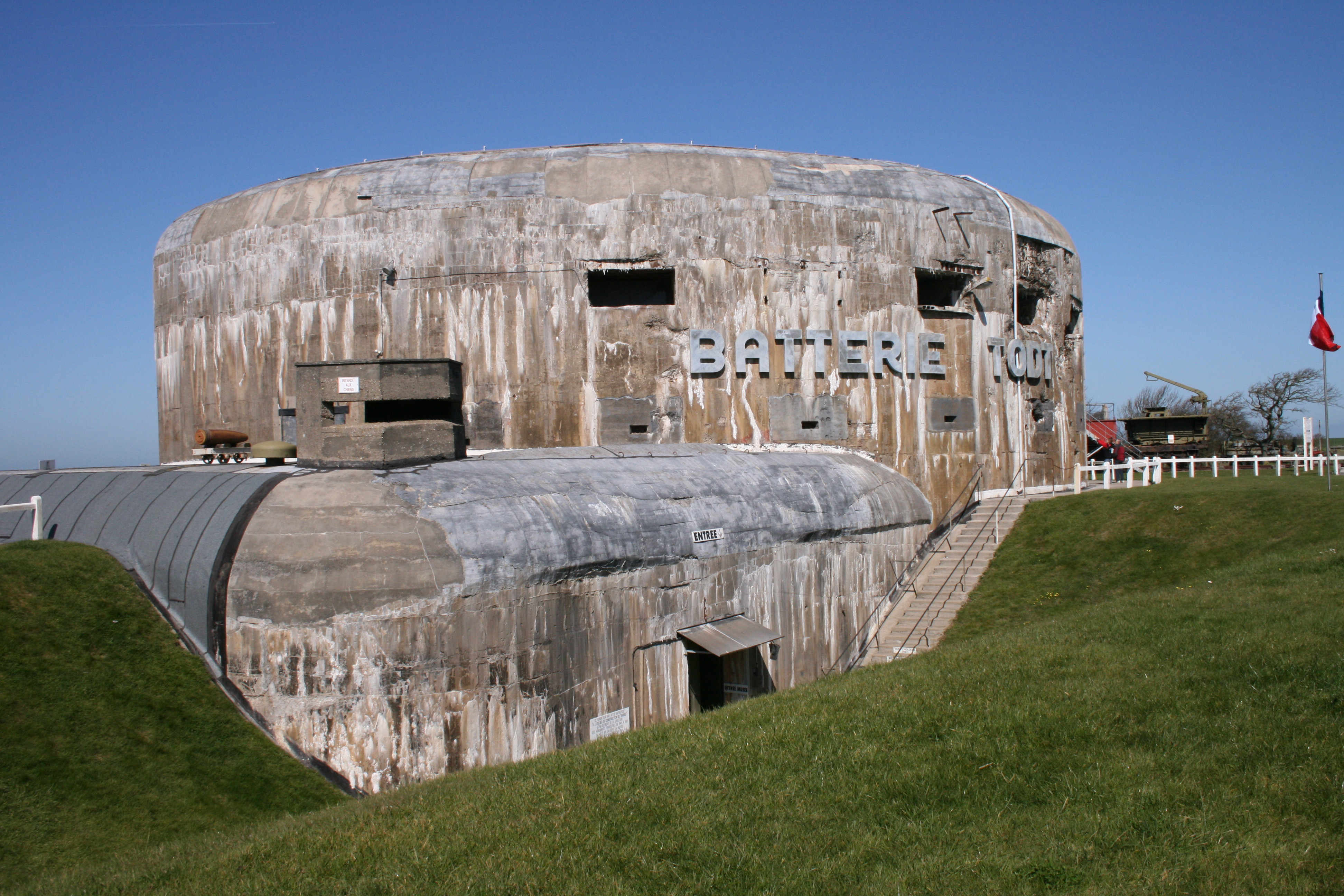
Die Batterie Todt 2008

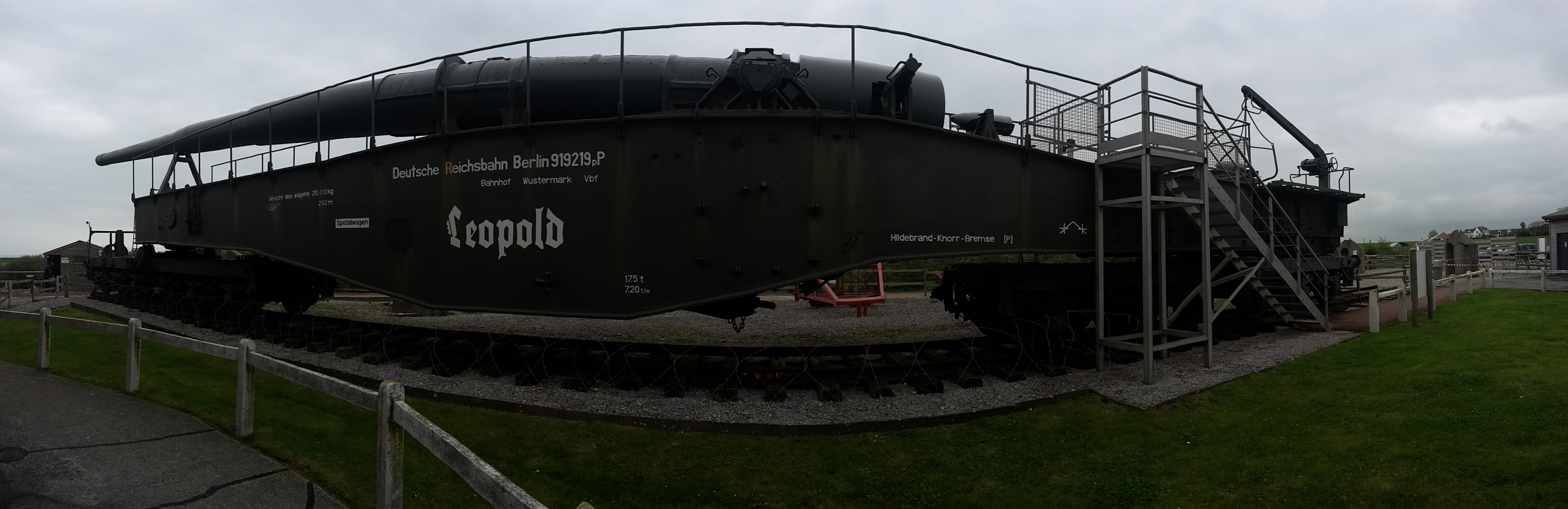
Eisenbahngeschütz Leopold vor der Batterie Todt

Die Batterie Todt, ursprünglich Siegfried, war während des Zweiten Weltkriegs eine Geschützstellung der Marine-Artillerie-Abteilung 242 der deutschen Kriegsmarine am Cap Gris-Nez am Ärmelkanal im besetzten Frankreich. Ausgestattet war sie mit vier 38-cm-Schiffsgeschützen mit einer Reichweite bis zu 55,7 km.

## Geschichte
Nach dem Abschluss des Westfeldzugs beanspruchte der fortbestehende Konflikt mit Großbritannien das Hauptaugenmerk der deutschen Führung. Hitler befahl, mit Planungen für eine Invasion Englands zu beginnen. In diesem Zusammenhang wurden an der Atlantikküste mehrere Fernunterstützungsbatterien mit weit reichenden Geschützen errichtet, die der Kontrolle des Ärmelkanals und der Beschießung der mindestens 35 km entfernten Küste Englands dienen sollten.
Am Cap Gris-Nez, einem Landvorsprung an der Straße von Calais, der engsten Stelle des Ärmelkanals, wurde die Batterie Siegfried als befestigte Geschützstellung errichtet. Es wurden mehr als 800 Tonnen Eisen und 12.000 m³ Stahlbeton pro Geschützturm verbaut. Die Decke der einzelnen Geschützbunker ist 3,5-m dick. Eingebaut wurden 38-cm-Schnellladekanonen C/34, ähnlich denen die auch auf den Schlachtschiffen Bismarck und Tirpitz eingesetzt waren.
Das Projekt „Siegfried“ wurde 1939 an Krupp vergeben und es war vorgesehen, mit diesen Kanonen Eisenbahngeschütze auszustatten. Im Gegensatz zu den Schnellladekanonen der Schlachtschiffe konnte das Seelenrohr komplett von der Mündung her ausgetauscht werden; außerdem hatten sie einen größeren Ladungsraum und eine kürzere Zuglänge.
Für diese Geschütze wurde eine leichtere „Siegfriedgranate“ als Sprenggranate entwickelt, die mit der durch den vergrößerten Ladungsraum ermöglichten vergrößerten Treibladung mit einer höheren Mündungsgeschwindigkeit bis zu 54.900 m weit verschossen werden konnte.
Die Aufstellung begann als Vorbereitung für das Unternehmen Seelöwe Ende Juli, und obwohl die Marine mit einem Zeitraum von drei Monaten bis zur Fertigstellung rechnete waren die 4 Geschütze zwischen dem 19. und 25. September 1940 feuerbereit. Am (wahrscheinlichsten) S-Tag der geplanten Invasion, dem 24. September wurde das dritte Geschütz feuerbereit. Am 21. September 1940 begannen die ersten Geschütze der Batterie, die englische Südküste zu beschießen.
Mit ihrer Reichweite konnte die Batterie Feuerunterstützung in den Raum Dover und den geplanten Invasionsraum „B“ von Folkestone bis Dungeness geben.
Die Aufstellung erfolgte zuerst hinter befestigten Erdwällen. Der Ausbau zu betonierten Bunkerstellungen begann kurze Zeit später und im Februar 1942 erfolgte die offizielle Einweihung bei der zu Ehren des Anfang Februar tödlich abgestürzten Fritz Todt, des Leiters der Organisation Todt, die Batterie umbenannt wurde.
Am 12. Februar spielte die Batterie Todt gemeinsam mit der Nachbar-Batterie-Lindemann eine Rolle bei dem Unternehmen Cerberus, dem Durchbruch der deutschen Kriegsschiffe Scharnhorst, Gneisenau und Prinz Eugen durch den Ärmelkanal, die von der Geschützstellung Feuerschutz erhielten.
Im weiteren Kriegsverlauf wurde die Batterie Teil der Befestigungen des Atlantikwalls, die in der Gegend um die Straße von Calais aufgrund der Nähe zu Großbritannien besonders stark ausgebaut waren, da die deutsche Führung hier die alliierte Landung erwartete. Auch nach der alliierten Landung in der Normandie wurde die Beschießung Englands fortgeführt. Nachdem Bombenangriffe der RAF weitgehend wirkungslos geblieben waren, wurde die Batterie Todt am 29. September 1944 von kanadischen Truppen von der Landseite her erobert.
Drei Bunker haben den Zweiten Weltkrieg ohne größere Beschädigungen überstanden. Einer wurde durch Sprengfallen zerstört, die durch zwei Franzosen ausgelöst wurden. Ein Bunker beherbergt heute ein Museum, in dem unter anderem noch eine Tafel vorhanden ist, auf der die Geschützbedienung ihre Schüsse gegen England dokumentierte. Eines der zwei erhaltenen K-5-Eisenbahngeschütze steht im Außenbereich.
Im Umland finden sich noch mehrere Bunker, die der Feuerleitung und dem Schutz der Stellung dienten.

## Museale Rezeption
Im Turm 1 der ehemaligen Batterie befindet sich seit vielen Jahren das Atlantikwall Museum auf Cap Gris Nez. Es ist die Geschichte der Batterie dargestellt und eine größere Anzahl von militärtechnischen Exponaten. Ein besonderes Ausstellungsstück ist das Eisenbahngeschütz 28-cm-K5 (E).

## Technische Daten
- Geschütze: vier Einzelgeschütze 38-cm-Schnelladekanone C/34
- Reichweite: 42–55,9 km
- Dicke der Außenmauern: 3,5 m
- Durchmesser der Bunker: 40 m